# 諏訪市場
諏訪市場（すわしじょう）は、長野県諏訪市の市場。旧・諏訪市公設地方卸売市場の機能を引き継いで設置された。

## 来歴
- 1974年（昭和49年）に諏訪市が「諏訪市公設地方卸売市場」として開設。(株)丸水長野県水（長野市）や(株)三印（諏訪市）を卸売会社として水産物の卸売が、地元青果問屋（のちに(株)長野県連合青果への統合を経て(株)R&Cながの青果諏訪支社）を卸売会社として青果物の卸売を担い、近隣商圏への食料品供給を担ってきた。
- その後、取引額の減少、施設の老朽化により存置や整備について検討されてきたが、2022年（令和4年）11月の決定で、2025年（令和7年）3月市の公設市場としての廃止を諮問[2]。
- 2023年（令和5年）7月に青果卸売会社の(株)R&Cながの青果諏訪支社が同市場内でグループ会社の(株)大永に事業譲渡。
- 2024年（令和6年）3月末までで水産物卸売会社の(株)丸水長野県水が施設契約期間満了に伴い撤退[3]。水産は三印による卸一社制に。
- 2025年（令和7年）3月 公設廃止後の施設名称について「諏訪市場」とすることを発表[4]。
- 同年3月末日地方卸売市場閉場、4月1日より市場法上の認可によらない民設民営の「諏訪市場」として開場[5][6]。土地所有者である市はオブザーバーとして関わる[6]。市場施設の管理運営は「諏訪市場運営委員会」が担い[1]、委員会の幹事会社は水産卸の三印がつとめる。